# Carlos Jiménez Gotall
Carlos Jiménez Gotall Hudson y de la Mata, markiz de Casa Jiménez (ur. 4 listopada 1812 w Kadyksie, zm. 20 marca 1899) – hiszpański polityk.
Zaczął karierę w parlamencie w 1867 roku, za panowania królowej Izabeli II. Był deputowanym dystryktu Mondoñedo, w prowincji Lugo. W okresie restauracji Burbonów był członkiem Partii Liberalno-Konserwatywnej. Od 1879 był senatorem prowincji Saragossa. W 1876 Alfons XII przyznał mu tytuł I markiza de Casa Jiménez. 